# Académie Gerrit Rietveld
L'académie Gerrit Rietveld (en néerlandais : Gerrit Rietveld Academie) est une école d'art néerlandaise dont les formations sont centrées sur les arts visuels et le design.

## Historique
L'académie est née de la fusion de trois écoles, et portait initialement le nom d'« Institut d'Art appliqué » (Kunstnijverheidsonderwijs). De 1939 à 1960, alors que l'architecte socialiste Mart Stam occupait le poste de directeur des études, l'enseignement proposé à l'école fut très influencé par l'approche fonctionnaliste et critique à l'égard de la société prônées par le mouvement De Stijl et le Bauhaus. Depuis les années 1960, et tout particulièrement pendant les années 1970, le rôle et l'influence de l'art visuel autonome et de l'expression individuelle prirent de l'importance. Ces influences, combinées à une concentration sur le pratique, et à l'adoption d'un état d'esprit critique constituent toujours des traits caractéristiques de l'enseignement promulgué dans l'école. En 1967, l'école déménagea dans ses locaux actuels, qui furent conçus par l'architecte et designer Gerrit Rietveld. Lorsqu'en 1968, l'école fut intégrée au réseau national d'enseignement professionnel, recevant ainsi le statut d'Académie de beaux-arts et de design, son nom fut changé en Gerrit Rietveld Academie pour rendre hommage à l’architecte néerlandais Gerrit Rietveld décédé peu de temps auparavant.

## Spécialisations proposées
- Basicyear (année propédeutique)

En Bachelor : 
- Design architectural
- Beaux-Arts
- DesignLAB
- Design graphique
- Mode
- Joaillerie - liens entre les corps
- Textiles - Textes
- Art et Langage
- Photographie
- Verre
- Céramique
- VAV (Cinéma)

En cours du soir (DOGtime) : 
- Année de fondation (équivalente à la Basicyear en cours du jour)
- Beaux-Arts
- UMID : Unstable Media Interaction Design

## Élèves notables
- Djamila Bent Mohamed
- Rineke Dijkstra
- Thea Djordjadze
- Julia Dozsa
- Dana Lixenberg
- Wilhelm Moser
- Eulàlia Valldosera (1992)